# Nilea leo
Nilea leo är en tvåvingeart som först beskrevs av Charles Howard Curran 1941.  Nilea leo ingår i släktet Nilea och familjen parasitflugor.
Artens utbredningsområde är Zimbabwe. Inga underarter finns listade i Catalogue of Life.